# Португальская Гвинея
Португальская Гвинея (порт. Guiné Portuguesa) — португальская колония в Африке, существовавшая в конце XIX — начале XX веков.
Долгое время португальское присутствие на западноафриканском побережье ограничивалось укреплёнными населёнными пунктами Кашеу (основан в 1588 году) и Бисау (основан в 1687 году), являвшимися центрами работорговли; управление ими осуществлялось в рамках колонии Кабо-Верде. В 1879 году португальские владения на материке были выделены в отдельную колонию «Португальская Гвинея».
Поначалу португальцы контролировали лишь побережье. В начале XX века при поддержке исповедовавших ислам обитателей побережья португальцы начали кампанию против исповедующих язычество племён, живущих в глубине континента. Борьба за контроль над внутренними районами и удалёнными архипелагами была долгой: острова Бижагош перешли под полный контроль португальского правительства лишь в 1936 году.
В 1951 году, когда португальское правительство перестроило всю колониальную систему, колонии (включая Португальскую Гвинею) были переименованы в «заморские провинции» (порт. Províncias Ultramarinas).
В 1956 году Амилкар Кабрал, Рафаэл Барбоза и их сторонники, основав ПАИГК, начал борьбу за независимость страны. В 1961 году ПАИГК перешла от политических форм борьбы за независимость к вооружённым. К 1973 году ПАИГК контролировала большинство внутренних территорий страны, в то время как побережье оставалось под португальским контролем. 24 сентября 1973 года в посёлке Мадина-ду-Боэ на юго-востоке страны ПАИГК провозгласила создание независимой Республики Гвинея-Бисау. После революции в Португалии новое правительство метрополии 10 сентября 1974 года признало независимость Гвинеи-Бисау.